# Cléber Santana
Cléber Santana, właśc. Cléber Santana Loureiro (ur. 27 czerwca 1981 w Olindzie, Brazylia, zm. 28 listopada 2016 w La Unión) – brazylijski piłkarz grający na pozycji defensywnego pomocnika.
Do Atlético Madryt trafił z Santosu FC w lipcu 2007 za 5 milionów euro.
Zginął w katastrofie samolotu LaMia Airlines 2933 pod Medellín.